# Sangala obliterata
Sangala obliterata là một loài bướm đêm trong họ Geometridae.